# غاز التنفس
غاز التنفس عبارة عن مزيج من غازات يستعمل من أجل التنفس وذلك من خلال أسطوانات مضغوطة للتطبيق في استعمالات عدة مثل تجهيزات الغوص أو تجهيزات وحدات الإطفاء. إن المكوّن الأساسي لأي غاز تنفس هو الأكسجين حيث أنه الغاز الوحيد من بقية الغازات المستخدمة له دور حيوي ويدخل في العمليات الاستقلابية، في حين أن الغازات الأخرى تخدم لمجرد التمديد.
يستخدم غاز التنفس بشكل أساسي في تجهيز معدات مثل جهاز التنفس للغوص وأجهزة الغوص المزودة من السطح وحجرة الغوص والغواصات وبذلات الفضاء والمركبات الفضائية وأجهزة الإسعافات الأولية وأجهزة تسلق الجبال.
إن معظم غازات التنفس تتكون من غاز الأكسجين ومن غازات خاملة مرافقة.
طورت مزائج عدة لتحسين الأداء وذلك من خلال تخفيض مخاطر مرض تخفيف الضغط وتخدير الأعماق ومن خلال تمكين إجراء عمليات غوص عميق آمنة.
إن غازات التنفس المستخدمة في تطبيقات الضغط المرتفع لديها ثلاثة صفات مميزة:
- ينبغي أن تحوي كمية كافية من الأكسجين لتأمين الحياة والوعي والقدرة على العمل بالنسبة للمتنفس.
- يجب أن لا تحوي غازات مضرة لجسم الإنسان مثل أحادي أكسيد الكربون وثنائي أكسيد الكربون والتي تعد أمثلة شائعة على ملوثات غازات التنفس.
- يجب أن لا تسبب أعراض تسمم عند تطبيق ضغوط مرتفعة عليها.

تدعى التقنية المستعملة في ملء أسطوانات الغوص بغازات التنفس باسم أجهزة مزج الغاز.

## غازات تنفس شائعة للغوص
هذه قائمة بغاوات التنفس الشائعة المستخدمة في الغوص:
- الهواء وهو مزيج من 21% أكسجين و78% نيتروجين وحوالي 1% غازات نادرة أخرى، يشكل الآرغون معظمها. يتميز الهواء بوفرته ورخصه وهو أكثر غازات التنفس شيوعاً.[1][2][3] يسبب النتروجين في الهواء تخدير الأعماق. إن حد العمق الآمن للهواء هو حوالي 40 متر (218 قدم).[1][3][6]
- يستعمل غاز الأكسجين النقي عادة لتسريع عملية تخفيف الضغط في الأعماق الضحلة عند نهاية الغوص الاحترافي أو الغوص التقني، وهو آمن للاستخدام لأعماق تصل إلى 6 أمتار (العمق الأعظمي للاستخدام) قبل حدوث سمية الأكسجين.[1][2][3][6] استخدم في السايق في تزويد أجهزة الغوص التدويرية للضفادع البشرية.[2][6][7][8]
- نيتروكس Nitrox وهو مزيج من الأكسجين والهواء، وهو يشير في العموم إلى المزائج الحاوية على أكسجين بنسبة أكبر من 21%. يستخدم المزيج كوسيلة لتسريع وقفات تخفيف الضغط في الماء وللتقليل من خطر مرض تخفيف الضغط.[1][2][3][9]
- تريمكس Trimix وهو مزيج من الأكسجين والنيتروجين والهيليوم ويستخدم للغوص في الأعماق في الغوص الاحترافي والتقني بدلاً من الهواء للتقليل من أثر تخدير الأعماق ولتجنب مخاطر سمّيّة الأكسجين.[1][2][3] عند مزج الهيليوم مع الهواء دون استخدام الأكسجين النقي يدعى المزيج باسم هيلياير Heliair.[3][10]
- هيليوكس Heliox وهو مزيج من الأكسجين والهيليوم وغالباً ما يستخدم في الطور العميق من الغوص الاحترافي لإزالة آثار تخدير الأعماق.[1][2][3][11]
- هيدريليوكس Hydreliox وهو مزيج من الأكسجين والهيليوم والهيدروجين، وهو يستخدم للغوص في أعماق دون 130 متر في الغوص الاحترافي.[1][3][11][12][13]
- هيدروكس Hydrox وهو مزيج من الأكسجين والهيدروجين، وهو يستعمل في الغوص لأعماق كبيرة في الغوص الاحترافي.[1][3][11][12][14]
- نيوكس Neox (ويسمى أحياناً نيونوكس neonox) وهو مزيج من الأكسجين والنيون، وهو يستعمل أحياناً في الغوص الاحترافي، ولكنه مرتفع الثمن، بالإضافة إلى ظهور أعراض ظاهرة لمرض تخفيف الضغط مقارنة مع النظائر المقابلة من الهيليوم.[1][3][11][15]

## اقرأ أيضاً
- تنفس السائل.
- علة تخفيف الضغط (DCI).